# Jean Raspail
Jean Raspail, född 5 juli 1925 i Chemillé-sur-Dême, Indre-et-Loire, död 13 juni 2020 i Paris, var en fransk författare, journalist och upptäcktsresande. På 1950- och 1960-talet arbetade han med att skydda ursprungsfolk i Nord- och Sydamerika. Han har skrivit reseskildringar och romaner som ger uttryck för en aristokratisk samhällssyn, präglad av författarens monarkism och katolicism. Hans mest uppmärksammade bok är romanen le Camp des Saints från 1973, som skildrar hur den europeiska civilisationen går under genom omfattande invandring från tredje världen; romanen har kallats både profetisk och rasistisk och blev en storsäljare i Frankrike.
Raspail har bland annat tilldelats Grand Prix du roman de l'Académie française och Franska Akademiens stora pris för sina böcker.

## Liv och gärning
Jean Raspail tillbringade de första 20 åren av sitt yrkesliv med att resa i Nord- och Sydamerika för att lokalisera och dokumentera ursprungsfolk som riskerade att försvinna. Han ledde flera expeditioner och skrev reseskildringar om detta som gavs ut på 1950- och 1960-talen. Han romandebuterade 1958 med le Vent des pins ("tallarnas vind"), senare återutgiven som Bienvenue honorables visiteurs ("välkomna ärade gäster"), som tillkom efter en resa till Japan och skildrar det efterkrigstida Japan ur ett turistperspektiv.
Hans största kommersiella framgång var romanen le Camp des Saints ("de heligas läger") från 1973. Den handlar om hur stora vågor av ekonomiska migranter tar sig från tredje världen till Europa, med den europeiska civilisationens undergång som följd. Boken, som blev en försäljningssuccé, var från början menad som en drift med den franska vänstern och innehåller många genuina citat från vänsterdebattörer. Under åren har flera verkliga händelser väckt uppmärksamhet genom sina likheter med specifika scener i boken, och den har blivit en kultklassiker bland invandringskritiker samtidigt som den har kallats rasistisk i tidningar som Libération. När den nyutgavs i Frankrike 2011 hamnade den återigen på försäljningstopplistorna. Temat från le Camp des Saints går delvis igen i Septentrion ("nord") från 1979, om en grupp människor som flyr norrut efter en gåtfull invasion söderifrån.
År 1981 fick Raspail Grand Prix du roman de l'Académie française för Moi, Antoine de Tounens, roi de Patagonie ("jag, Antoine de Tounens, Patagoniens kung"), om en excentrisk fransk äventyrare som utropade ett eget kungadöme i Sydamerika på 1800-talet. Romanen Qui se souvient des hommes… ("vem minns människorna…") från 1986 återknyter till Raspails expeditioner och skildrar det nära utdöda kaweskarfolkets historia. Den tilldelades bland annat Prix du Livre Inter.
Raspail var monarkist vilket avspeglas i hans kritiska skildringar av såväl kommunism som liberalism. Det kommer även till uttryck i Sire från 1990, som handlar om hur den 18-årige Philippe Pharamond de Bourbon, ättling till det franska kungahuset, kröns till kung år 1999. Raspails böcker är överlag präglade av en aristokratisk samhällssyn som värdesätter trohet, självaktning och hjältemod. I den apokalyptiska Sept cavaliers… ("sju ryttare…") från 1993 låter han en skara ryttare på jakt efter vad som är fel med världen representera ett idealsamhälle i miniatyr. Raspails traditionella katolicism speglas bland annat i l'Anneau du pêcheur ("fiskarens ring") från 1995, som handlar om hur en hemlig ordningsföljd av motpåvar har fortsatt att utses oavbrutet sedan Benedictus XIII på 1400-talet. Boken fick Prix Maison de la presse och Prix Prince-Pierre-de-Monaco. Raspail fick Franska Akademiens stora pris för sitt livsverk 2003. År 2007 fick han Grande médaille d'or des explorations från Société de géographie.

## Boklista
- Terre de Feu – Alaska (1952) – reseskildring
- Terres et Peuples Incas (1955) – reseskildring
- Le Vent des Pins (1958) – roman
- Terres Saintes et Profanes (1960) – reseskildring
- Les Veuves de Santiago (1962) – reseskildring
- Hong-Kong, Chine en sursis (1963) – reseskildring
- Secouons le cocotier (1966) – reseskildring
- Secouons le cocotier : 2, Punch Caraïbe (1970) – reseskildring
- Bienvenue Honorables Visiteurs (le Vent des pins) (1970) – roman
- Le Tam-Tam de Jonathan (1971) – noveller
- L'Armada de la Dernière Chance (1972)
- Le Camp des Saints (1973) – roman
- La Hache des Steppes (1974)
- Journal Peau Rouge (1975)
- Nuage Blanc et les Peaux-Rouges d'aujourd'hui (1975) – med Aliette Raspail
- Le Jeu du Roi (1976) – roman
- Boulevard Raspail (1977) – krönikor
- Les Peaux-rouges aujourd'hui (1978)
- Septentrion (1979) – roman
- Bleu caraïbe et citrons verts – mes derniers voyages aux Antilles (1980) – reseskildring
- Les Antilles, d'île en île (1980)
- Moi, Antoine de Tounens, roi de Patagonie (1981) – roman, Grand Prix du roman de l'Académie française
- Les Hussards – histoires exemplaires (1982)
- Les Yeux d'Irène (1984) – roman
- Le Président (1985) – roman
- Qui se souvient des hommes… (1986) – roman, Prix Chateaubriand (1986) och Prix du Livre Inter (1987)
- L'Île bleue (1988) – roman
- Pêcheurs de Lune (1990)
- Sire (1990) – roman, Grand prix du roman de la Ville de Paris (1992) och Prix Alfred de Vigny (1992)
- Vive Venise (1992) – med Aliette Raspail
- Sept cavaliers quittèrent la ville au crépuscule par la porte de l'Ouest qui n'était plus gardée (1993) – roman, allmänt känd som Sept cavaliers…
- L'Anneau du pêcheur (1995) – roman, Prix Prince-Pierre-de-Monaco (1996) och Prix Maison de la Presse (1996)
- Hurrah Zara! (1998) – roman, Grand prix littéraire de la Ville d'Antibes Jacques Audiberti (1999)
- Le Roi au-delà de la mer (2000) – roman
- Adiós, Tierra del Fuego (2001), Jean Giono-priset
- Le Son des tambours sur la neige et autres nouvelles d'ailleurs (2002)
- Les Royaumes de Borée (2003) – roman
- En canot sur les chemins d'eau du Roi – une aventure en Amérique (2005) – reseskildring, Prix littéraire de l'armée de terre – Erwan Bergot

## Bearbetningar
- Le Roi de Patagonie (1990), TV-miniserie i regi av Georges Campana och Stéphane Kurc
- Le Jeu du roi (1991), TV-film i regi av Marc Evans
- L'Île bleue (2001), TV-film i regi av Nadine Trintignant
- Sept cavaliers (2008–2010), seriealbum i tre band av Jacques Terpant
- Le Royaume de Borée (2011–2014), seriealbum i tre band av Jacques Terpant